# Гідравлічний пульсатор Механобра

Гідравлічний пульсатор Механобра — стендовий апарат для вивчення процесу відсадки зернистого матеріалу.
Зокрема, використовується для визначення швидкості проходження зерен скрізь відсаджувальну постіль використовується гідравлічний пульсатор Механобра. Гідравлічний пульсатор Механобра (рис.) складається з двох скляних циліндрів 1 з сіткою 4.
Під сітку 4 через патрубок 5 підводиться вода, витрати якої можна регулювати. Пульсації в циліндрах створюються за допомогою діафрагми 3, хід якої і число пульсацій регулюються. Величина ході діафрагми від 0 до 8 мм змінюється ексцентриком 2, а число її ходів від 0 до 1500 хв−1 варіатором швидкості. Після закінчення опиту важка фракція (підрешітний продукт) випускають через кран 6. Застосування скляних циліндрів дає можливість спостерігати за процесом відсадження і швидко підбирати його оптимальний режим (хід діафрагми і число пульсацій).